# Campeonato Africano de Atletismo de 2010 - Salto em distância masculino
A prova do salto em distância masculino do Campeonato Africano de Atletismo de 2010 foi disputada entre os dias  28 e 29 de julho de 2010 em Nairóbi,  no Quênia. 

## Recordes
Antes desta competição, os recordes mundiais e do campeonato nesta prova eram os seguintes:
|                       | Nome                   | Nacionalidade  | Distância | Local  | Data                 |
| --------------------- | ---------------------- | -------------- | --------- | ------ | -------------------- |
| Recorde mundial       | Mike Powell            | Estados Unidos | 8m 95 cm  | Tóquio | 30 de agosto de 1991 |
| Recorde do campeonato | Younès Moudrik         | Marrocos       | 8m 34cm   | Argel  | 13 de julho de 2000  |
| Recorde africano      | Godfrey Khotso Mokoena | África do Sul  | 8m 50cm   | Madri  | 4 de julho de 2009   |

## Medalhistas
| Ouro                 | Prata                  | Bronze                 |
| Khotso Mokoena (RSA) | Ndiss Kaba Badji (SEN) | Stanley Gbagbeke (NGR) |

## Cronograma
Todos os horários são locais (UTC+3).
| Data        | Hora  | Evento       |
| ----------- | ----- | ------------ |
| 28 de julho | 15:20 | Qualificação |
| 29 de julho | 16:15 | Final        |

## Resultados

### Qualificação
Qualificação. 7.85m (Q) ou pelo menos 12 melhores (q) avançam para a final.
| Posição | Grupo | Atleta                 | Nacionalidade      | #1   | #2   | #3   | Resultados | Notas                |
| ------- | ----- | ---------------------- | ------------------ | ---- | ---- | ---- | ---------- | -------------------- |
| 1       | B     | Khotso Mokoena         | África do Sul      | 8.12 |      |      | 8.12       | Q                    |
| 2       | B     | Ndiss Kaba Badji       | Senegal            | 8.09 |      |      | 8.09       | Q                    |
| 3       | B     | Mohammed Deifalla Gawy | Egito              | 7.29 | 7.70 | 7.80 | 7.80       | q                    |
| 4       | A     | Tera Langat            | Quênia             | 7.48 | 7.72 | X    | 7.72       | q                    |
| 5       | B     | Mamadou Cherif Dia     | Mali               | 6.77 | X    | 7.72 | 7.72       | q                    |
| 6       | A     | Abdelhakim Mlaab       | Marrocos           | 7.69 | 7.50 | X    | 7.69       | q                    |
| 7       | A     | Issam Nima             | Argélia            | 7.65 | 7.61 | 7.53 | 7.65       | q                    |
| 8       | A     | Samson Idiata          | Nigéria            | 7.61 | 7.50 | 7.65 | 7.65       | q                    |
| 9       | B     | Stanley Gbagbeke       | Nigéria            | 7.63 | –    | X    | 7.63       | q                    |
| 10      | B     | Robert Martey          | Gana               | 7.53 | 7.54 | 7.33 | 7.54       | q                    |
| 11      | A     | Ignisious Gaisah       | Gana               | 7.54 | –    | –    | 7.54       | q                    |
| 12      | A     | Elijah Kimitei         | Quênia             | 7.31 | 7.40 | 7.46 | 7.46       | q                    |
| 13      | A     | Peggy Sita Kihoue      | República do Congo | 7.25 | 7.10 | X    | 7.25       | Recorde da temporada |
| 14      | A     | Ala Eddie Ben Hassine  | Tunísia            | X    | 7.06 | 7.23 | 7.23       |                      |
| 15      | B     | Paul Koech             | Quênia             | 6.81 | 7.15 | 7.02 | 7.15       |                      |
| 16      | A     | Jude Sidonie           | Seicheles          | 6.95 | 7.08 | 7.13 | 7.13       |                      |
| 17      | B     | Derbew Tadesse         | Etiópia            | 6.66 | 5.66 | 6.66 | 6.66       |                      |
| 98 !    | B     | Ben Omar Bande         | Burquina Fasso     | X    | X    | X    | NM         |                      |
| 99 !    | A     | Cadeau Kelley          | Libéria            |      |      |      | DNS        |                      |
| 99 !    | B     | Jonathan Chimier       | Ilhas Maurícias    |      |      |      | DNS        |                      |

### Final
| Posição           | Atleta                 | Nacionalidade | #1   | #2   | #3   | #4   | #5   | #6   | Resultados | Notas                |
| ----------------- | ---------------------- | ------------- | ---- | ---- | ---- | ---- | ---- | ---- | ---------- | -------------------- |
| Medalha de ouro   | Khotso Mokoena         | África do Sul | 7.98 | 8.06 | 7.96 | 8.23 | –    | X    | 8.23       | Recorde da temporada |
| Medalha de prata  | Ndiss Kaba Badji       | Senegal       | 8.10 | X    | 8.10 | 6.96 | 7.70 | –    | 8.10       |                      |
| Medalha de bronze | Stanley Gbagbeke       | Nigéria       | 8.02 | 8.03 | 8.03 | 7.90 | 8.06 | 6.71 | 8.06       |                      |
| 4                 | Mohammed Deifalla Gawy | Egito         | X    | 7.80 | 7.89 | 7.80 | 7.50 | 7.47 | 7.89       |                      |
| 5                 | Issam Nima             | Argélia       | 7.72 | 7.84 | 7.75 | 7.74 | 7.66 | X    | 7.84       |                      |
| 6                 | Mamadou Cherif Dia     | Mali          | 7.73 | X    | X    | 7.70 | X    | X    | 7.73       |                      |
| 7                 | Robert Martey          | Gana          | X    | 7.67 | 7.36 | 7.29 | 7.59 | 7.37 | 7.67       |                      |
| 8                 | Samson Idiata          | Nigéria       | 7.51 | 5.62 | 7.20 | X    | 5.42 | X    | 7.51       |                      |
| 9                 | Elijah Kimitei         | Quênia        | 7.44 | 7.32 | 7.49 |      |      |      | 7.49       |                      |
| 10                | Abdelhakim Mlaab       | Marrocos      | 7.48 | X    | 7.48 |      |      |      | 7.48       |                      |
| 11                | Tera Langat            | Quênia        | X    | 7.36 | X    |      |      |      | 7.36       |                      |
| 99 !              | Ignisious Gaisah       | Gana          |      |      |      |      |      |      | DNS        |                      |

Legenda
| Recorde mundial       | Recorde mundial (World record)               |                       | Recorde africano                      | Recorde africano (African) |                                           | Q | Classificado por posição (Qualified) |
| Recorde do campeonato | Recorde do campeonato (Championship record)  | Recorde da América    | Recorde da América (Americas)         | q                          | Classificado por melhor tempo (Qualified) |   |                                      |
| Melhor marca do ano   | Melhor marca do ano (World leading)          | Recorde asiático      | Recorde asiático (Asian)              | DNS                        | Não largou (Did not start)                |   |                                      |
| Recorde nacional      | Recorde nacional (National record)           | Recorde europeu       | Recorde europeu (European)            | DNF                        | Não terminou (Did not finish)             |   |                                      |
| Recorde pessoal       | Recorde pessoal do atleta (Personal best)    | Recorde da Oceania    | Recorde da Oceania (Oceania)          | DSQ / DQ                   | Desclassificado (Disqualified)            |   |                                      |
| Recorde da temporada  | Recorde da temporada do atleta (Season best) | Recorde sul-americano | Recorde sul-americano (South America) | NM                         | Sem marca (No mark)                       |   |                                      |